# Миколаївка (Тульчинський район)
Миколаївка — селище в Україні, у Піщанській селищній громаді Тульчинського району Вінницької області. Населення становить 224 особи. До 2020 входило до складу Дмитрашківської сільської ради.
У селі розташована частина земель СВАТ «Сад України», головний офіс якого знаходиться в с. Дмитрашківка.

## Історія
7 (20) листопада 1917 року, відповідно до Третього Універсалу Української Центральної Ради, увійшло до складу Української Народної Республіки.
12 червня 2020 року, відповідно до Розпорядження Кабінету Міністрів України від № 707-р «Про визначення адміністративних центрів та затвердження територій територіальних громад Вінницької області», селище увійшло до складу Піщанської селищної громади.
19 липня 2020 року, в результаті адміністративно-територіальної реформи та ліквідації Піщанського району, воно увійшло до складу новоутвореного Тульчинського району.

## Населення

### Мова
Розподіл населення за рідною мовою за даними перепису 2001 року:
| Мова       | Кількість | Відсоток |
| ---------- | --------- | -------- |
| українська | 208       | 100 %    |

## Постаті
- Хибовський Ярослав Юрійович (1998—2022) — старший сержант збройних сил України, учасник російсько-української війни. Майстер спорту України з пауерліфтингу. Герой України (2024, посмертно).